# Karl Joseph Litschauer

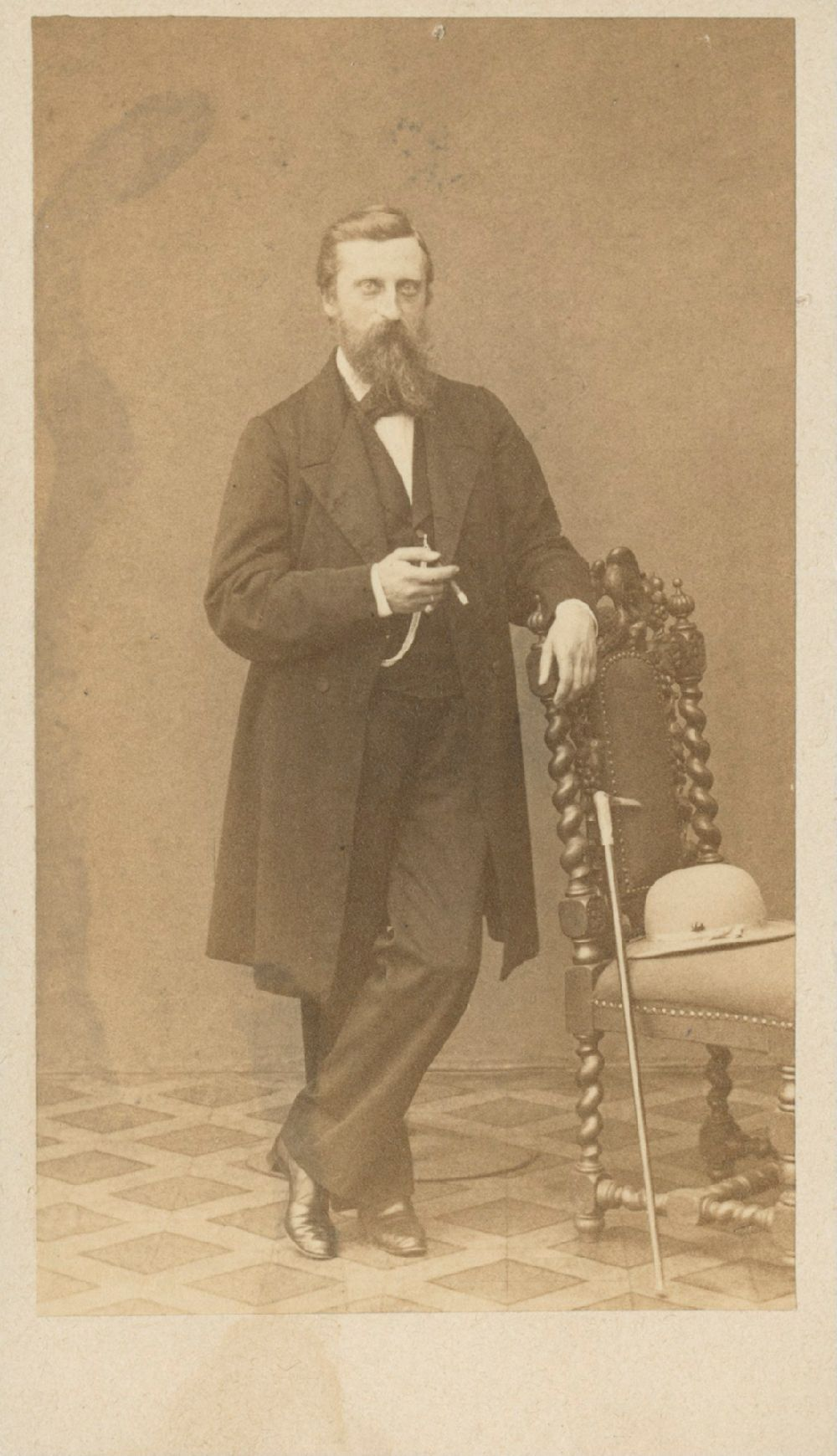
Karl Joseph Litschauer by G. & A. Overbeck (firm), c. 1868

Karl Joseph Litschauer (* 1. März 1830 in Wien; † 8. August 1871 in Düsseldorf) war ein österreichisch-deutscher Maler.

## Leben
Der Sohn eines Beamten erhielt seine erste künstlerische Ausbildung an der Kunstakademie Wien im St. Annahof, wo er in das Atelier von Ferdinand Georg Waldmüller wechselte, das sich im Hause befand. Als im Zusammenhang mit der Deutschen Revolution im Oktober 1848 die Akademie teilweise geschlossen wurde und Waldmüller 1850 sein Atelier aufgeben musste, begab sich Litschauer nach Düsseldorf, wo er nach anfänglichen Studien an der Kunstakademie 1850 Privatschüler des norwegischen Malers Adolph Tidemand wurde. 1853 und von 1856 bis 1871 war Litschauer Mitglied des Künstlervereins Malkasten.
Am 1. Juni 1861 heiratete er in Düsseldorf die in London geborene Kaufmannstochter Emilie Havenith (1838–1889), deren Mutter Emilie Anna Maria (1817–1857) sich nach dem Tod des Vaters Johann Leonard Havenith (1808–1854) im Jahre 1856 mit dem Maler Josef Schex (1819–1894) wieder verheiratet hatte. Litschauer wurde damit auch Schwager des Malers Hugo Havenith sowie des Malers Ernst Bosch, der Emilies Schwester Berta Havenith (1839–1891) heiratete. Litschauers Ehe entstammten vier Kinder, von denen der einzige Sohn bereits kurz nach der Geburt verstarb. Aus dem Havenith’schen Erbe ließen sich Litschauer und Bosch von ihrem Schwager, dem Düsseldorfer Architekten Hermann Havenith, zwei benachbarte Häuser mit Ateliers in Pempelfort in der Rosenstraße Nr. 35 und 37 bauen, damals am nördlichen Stadtrand Düsseldorfs. Nebenan in Haus Nr. 39 wohnte der Maler Schex. – Nach Litschauers Tod wurde dessen Haus 1872 von der Witwe verkauft; später wohnte nebenan in Nr. 41 der Maler und Professor der Kunstakademie Eduard von Gebhardt, in Boschs Haus der Maler Wilhelm Eckstein. Beide Häuser wurden im Zweiten Weltkrieg zerstört.

## Werk

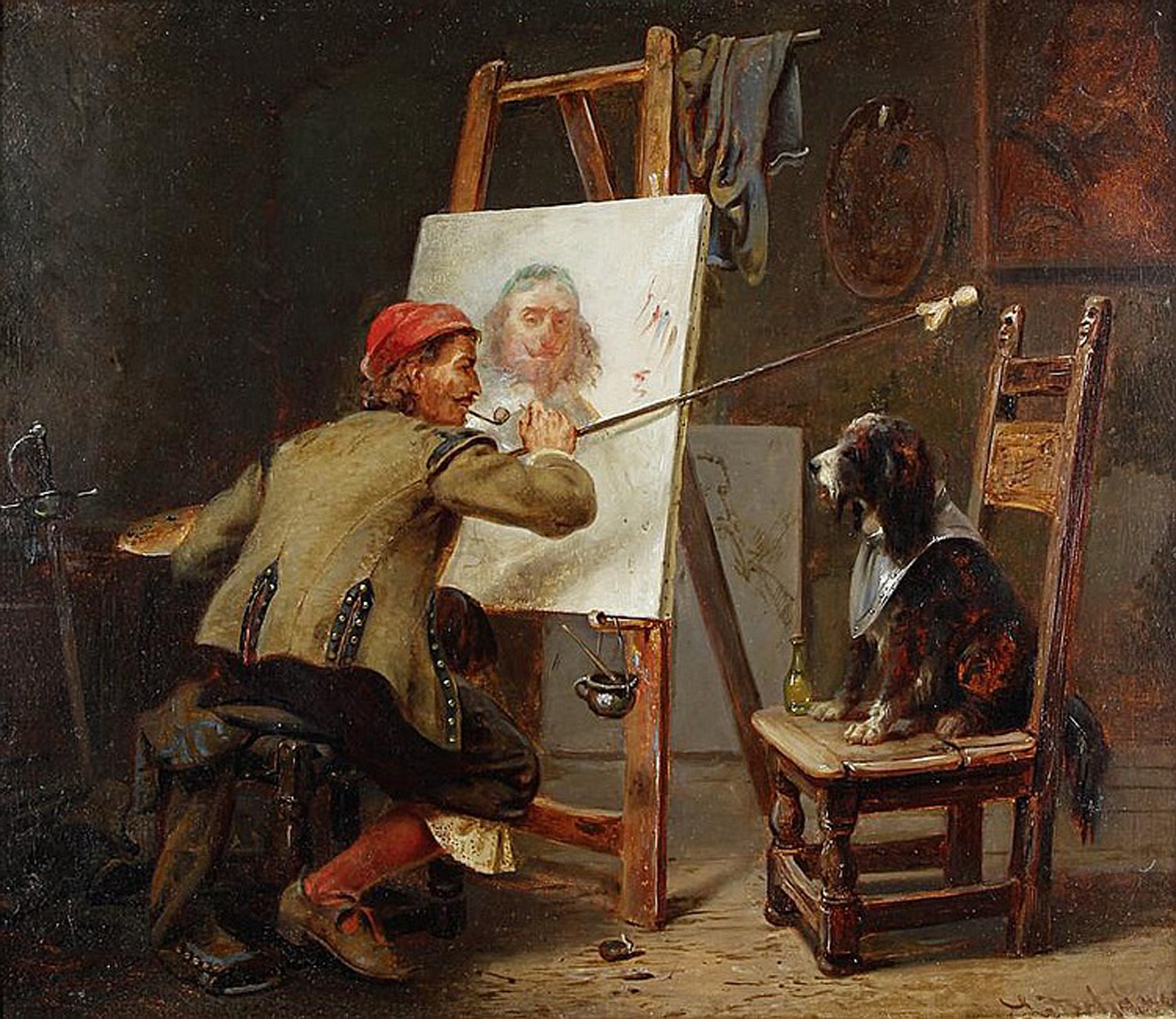
Des Künstlers Model (Das billige Modell), um 1860

In seinem künstlerischen Werk widmete sich Litschauer zunächst der Schilderung von Szenen aus dem Dreißigjährigen Krieg und wurde neben Heinrich Mücke, Carl Friedrich Lessing, Wilhelm Camphausen, Hermann Wislicenus und anderen zu einem wichtigen Vertreter der Historienmalerei der Düsseldorfer Malerschule. Eines seiner frühesten Bilder, Der lauernde Krieger, war 1850 in der Kunstausstellung der Akademie der bildenden Künste in Wien ausgestellt. Es folgten die Kompositionen Der erfrorene Geiger, Die Freisäule (1853) sowie das Gemälde Der letzte Gefährte, das 1853 sowohl in Düsseldorf als auch in Wien gezeigt wurde und das der Österreichische Kunstverein ankaufte. Weitere Bildtitel waren Priesterpflicht (1854), Ein sterbender Soldat empfängt die Heilige Kommunion (1855), das in die Fürstlich-Liechtensteinische Galerie in Wien gelangte, Flucht aus einem vom Feinde erstürmten Kloster (1856) und Der Hinterhalt (1857), das für die Sammlung Kaiser Franz Josephs im Wiener Belvedere erworben wurde. In der Folge wandte sich der Maler der Erzählenden Malerei (Genremalerei) zu, mit anekdotischen Bildkompositionen, die in einer unbestimmten Gegenwart angesiedelt sind. Mehrere erschienen als Holzschnitt-Reproduktionen in populären Zeitschriften oder als Lithografien, unter anderem im Düsseldorfer Künstleralbum bei Arnz & Comp. in Düsseldorf, darunter Das billige Modell, Der Glockengießer (1862), Der Waffenschmied bei der Klingenprobe und das Gegenstück Der Falschmünzer. Letzteres war 1862 in Amsterdam ausgestellt und brachte dem Maler sowohl eine goldene Medaille als auch die Ehrenmitgliedschaft der Amsterdamer Akademie ein. Das Bild wurde von der Nassauischen Galerie in Wiesbaden erworben und als Holzstich verbreitet. Mit Bildtiteln wie Das Schinkenfrühstück, Der lustige Küfer (1867), Der glückliche Schuss (1869) oder Der ausgestopfte Liebling (1870) wurde seine Themenwahl jedoch zusehends banaler, im Geschmack der Zeit aber auch immer erfolgreicher: So stellte Litschauer häufig mehrere Fassungen eines Motivs her und fand Käufer vor allem in den Vereinigten Staaten von Amerika. Im Museum Wiesbaden befinden sich die Gemälde Der Schlingensteller und Gute Freunde.

## Brief
- K. J. Litschauer: Eigenhändiger Brief an Herrn König. Düsseldorf, 28. März 1859, Universitätsbibliothek Bonn, Handschriftenabteilung, Autographensammlung.[16]